# Рипер, Марк
Марк Рипер Йенсен (дат. Marc Rieper-Jensen; род. 5 июня 1968, Рёдовре, Копенгаген) — датский футболист, выступавший на позиции защитника. Известен по выступлениям за «Вест Хэм Юнайтед», «Селтик» и сборную Дании. Участник чемпионата мира 1998 и чемпионата Европы 1996 года.

## Клубная карьера
Рипер родился в Рёдовре и на протяжении 6 лет выступал на родине за «Орхус» и «Брондбю», с котором в 1993 году завоевал Кубок Дании. Зимой того же года Марк перешёл в английский «Вест Хэм Юнайтед» на правах аренды, после окончания которой клуб выкупил его за 1 млн. фунтов. В 1997 году Рипер перешёл в шотландский «Селтик», с которым выиграл чемпионат и кубок Шотландии. В 1998 году он получил тяжёлую травму, из-за которой завершил карьеру в 2000 году.

## Международная карьера
5 сентября 1990 года в товарищеском матче против сборной Швеции Рипер дебютировал за сборную Дании. Марк принимал активное участие в отборочных матчах чемпионата мира 1994 года, но сборная не отобралась на турнир. В 1995 году он в составе национальной команды поехал на Кубок Короля Фахда, став его победителем. В 1996 году Рипер был включён в заявку на участие в чемпионате Европы в Англии. На турнире он принял участие во всех трёх встречах против сборных Португалии, Турции и Хорватии. 8 июня 1997 года в матче квалификации чемпионата мира 1998 против сборной Боснии и Герцеговины Рипер забил свой первый гол за сборную. На турнире во Франции Марк был основным футболистом и сыграл во всех пяти матчах против сборных ЮАР, Франции, Нигерии, Бразилии, а в поединке против Саудовской Аравии он забил единственный гол в матче. После мундиаля Марк завершил карьеру футболиста.

## Статистика

### Матчи Рипера за сборную Дании
| Матчи Рипера за сборную Дании | Матчи Рипера за сборную Дании | Матчи Рипера за сборную Дании | Матчи Рипера за сборную Дании | Матчи Рипера за сборную Дании | Матчи Рипера за сборную Дании |
| ----------------------------- | ----------------------------- | ----------------------------- | ----------------------------- | ----------------------------- | ----------------------------- |
| №                             | Дата                          | Соперник                      | Счёт                          | Голы Рипера                   | Соревнование                  |
| 1                             | 5 сентября 1990               | Швеция                        | 1:0                           | —                             | Товарищеский матч             |
| 2                             | 12 июня 1991                  | Италия                        | 0:2                           | —                             | Товарищеский матч             |
| 3                             | 15 июня 1991                  | Швеция                        | 0:4                           | —                             | Товарищеский матч             |
| 4                             | 4 сентября 1991               | Исландия                      | 0:0                           | —                             | Товарищеский матч             |
| 5                             | 14 октября 1992               | Ирландия                      | 0:0                           | —                             | Чемпионат мира 1994 (отбор)   |
| 6                             | 18 ноября 1992                | Северная Ирландия             | 1:0                           | —                             | Чемпионат мира 1994 (отбор)   |
| 7                             | 30 января 1993                | США                           | 2:2                           | —                             | Товарищеский матч             |
| 8                             | 24 февраля 1993               | Аргентина                     | 1:1 (4:5 пен.)                | —                             | Кубок Артемио Франки 1993     |
| 9                             | 31 марта 1993                 | Испания                       | 1:0                           | —                             | Чемпионат мира 1994 (отбор)   |
| 10                            | 14 апреля 1993                | Латвия                        | 2:0                           | —                             | Чемпионат мира 1994 (отбор)   |
| 11                            | 28 апреля 1993                | Ирландия                      | 1:1                           | —                             | Чемпионат мира 1994 (отбор)   |
| 12                            | 2 июня 1993                   | Албания                       | 4:0                           | —                             | Чемпионат мира 1994 (отбор)   |
| 13                            | 25 августа 1993               | Литва                         | 4:0                           | —                             | Чемпионат мира 1994 (отбор)   |
| 14                            | 8 сентября 1993               | Албания                       | 1:0                           | —                             | Чемпионат мира 1994 (отбор)   |
| 15                            | 13 октября 1993               | Северная Ирландия             | 1:0                           | —                             | Чемпионат мира 1994 (отбор)   |
| 16                            | 17 ноября 1993                | Испания                       | 0:1                           | —                             | Чемпионат мира 1994 (отбор)   |
| 17                            | 9 марта 1994                  | Англия                        | 0:1                           | —                             | Товарищеский матч             |
| 18                            | 20 апреля 1994                | Венгрия                       | 3:1                           | —                             | Товарищеский матч             |
| 19                            | 26 мая 1994                   | Швеция                        | 1:0                           | —                             | Товарищеский матч             |
| 20                            | 1 июня 1994                   | Норвегия                      | 1:2                           | —                             | Товарищеский матч             |
| 21                            | 17 августа 1994               | Финляндия                     | 2:1                           | —                             | Товарищеский матч             |
| 22                            | 7 сентября 1994               | Македония                     | 1:1                           | —                             | Чемпионат Европы 1996 (отбор) |
| 23                            | 12 октября 1994               | Бельгия                       | 3:1                           | —                             | Чемпионат Европы 1996 (отбор) |
| 24                            | 16 ноября 1994                | Испания                       | 0:3                           | —                             | Чемпионат Европы 1996 (отбор) |
| 25                            | 8 января 1995                 | Саудовская Аравия             | 2:0                           | —                             | Кубок короля Фахда 1995       |
| 26                            | 10 января 1995                | Мексика                       | 1:1                           | —                             | Кубок короля Фахда 1995       |
| 27                            | 13 января 1995                | Аргентина                     | 2:0                           | —                             | Кубок короля Фахда 1995       |
| 28                            | 29 марта 1995                 | Кипр                          | 1:1                           | —                             | Чемпионат Европы 1996 (отбор) |
| 29                            | 26 апреля 1995                | Македония                     | 1:0                           | —                             | Чемпионат Европы 1996 (отбор) |
| 30                            | 31 мая 1995                   | Финляндия                     | 1:0                           | —                             | Товарищеский матч             |
| 31                            | 7 июня 1995                   | Кипр                          | 4:0                           | —                             | Чемпионат Европы 1996 (отбор) |
| 32                            | 16 августа 1995               | Армения                       | 2:0                           | —                             | Чемпионат Европы 1996 (отбор) |
| 33                            | 6 сентября 1995               | Бельгия                       | 3:1                           | —                             | Чемпионат Европы 1996 (отбор) |
| 34                            | 11 октября 1995               | Испания                       | 1:1                           | —                             | Чемпионат Европы 1996 (отбор) |
| 35                            | 15 ноября 1995                | Армения                       | 3:1                           | —                             | Чемпионат Европы 1996 (отбор) |
| 36                            | 27 марта 1996                 | Германия                      | 0:2                           | —                             | Товарищеский матч             |
| 37                            | 24 апреля 1996                | Шотландия                     | 2:0                           | —                             | Товарищеский матч             |
| 38                            | 2 июня 1996                   | Гана                          | 1:0                           | —                             | Товарищеский матч             |
| 39                            | 9 июня 1996                   | Португалия                    | 1:1                           | —                             | Чемпионат Европы 1996         |
| 40                            | 16 июня 1996                  | Хорватия                      | 0:3                           | —                             | Чемпионат Европы 1996         |
| 41                            | 19 июня 1996                  | Турция                        | 3:0                           | —                             | Чемпионат Европы 1996         |
| 42                            | 14 августа 1996               | Швеция                        | 1:0                           | —                             | Товарищеский матч             |
| 43                            | 9 октября 1996                | Греция                        | 2:1                           | —                             | Чемпионат мира 1998 (отбор)   |
| 44                            | 9 ноября 1996                 | Франция                       | 1:0                           | —                             | Товарищеский матч             |
| 45                            | 29 марта 1997                 | Хорватия                      | 1:1                           | —                             | Чемпионат мира 1998 (отбор)   |
| 46                            | 30 апреля 1997                | Словения                      | 4:0                           | —                             | Чемпионат мира 1998 (отбор)   |
| 47                            | 8 июня 1997                   | Босния и Герцеговина          | 2:0                           | 1                             | Чемпионат мира 1998 (отбор)   |
| 48                            | 20 августа 1997               | Босния и Герцеговина          | 0:3                           | —                             | Чемпионат мира 1998 (отбор)   |
| 49                            | 11 октября 1997               | Греция                        | 0:0                           | —                             | Чемпионат мира 1998 (отбор)   |
| 50                            | 25 марта 1998                 | Шотландия                     | 1:0                           | —                             | Товарищеский матч             |
| 51                            | 22 апреля 1998                | Норвегия                      | 0:2                           | —                             | Товарищеский матч             |
| 52                            | 28 мая 1998                   | Швеция                        | 0:3                           | —                             | Товарищеский матч             |
| 53                            | 5 июня 1998                   | Камерун                       | 1:2                           | —                             | Товарищеский матч             |
| 54                            | 12 июня 1998                  | Саудовская Аравия             | 1:0                           | 1                             | Чемпионат мира 1998           |
| 55                            | 18 июня 1998                  | ЮАР                           | 1:1                           | —                             | Чемпионат мира 1998           |
| 56                            | 24 июня 1998                  | Франция                       | 1:2                           | —                             | Чемпионат мира 1998           |
| 57                            | 28 июня 1998                  | Нигерия                       | 4:1                           | —                             | Чемпионат мира 1998           |
| 58                            | 3 июля 1998                   | Бразилия                      | 2:3                           | —                             | Чемпионат мира 1998           |
| 59                            | 5 сентября 1998               | Беларусь                      | 0:0                           | —                             | Чемпионат Европы 2000 (отбор) |
| 60                            | 10 октября 1998               | Уэльс                         | 1:2                           | —                             | Чемпионат Европы 2000 (отбор) |
| 61                            | 14 октября 1998               | Швейцария                     | 1:1                           | —                             | Чемпионат Европы 2000 (отбор) |

Итого: 61 матч / 2 гола; 31 победа, 14 ничьих, 16 поражений.

## Достижения
«Брондбю»
- Обладатель Кубка Дании — 1994

«Селтик»
- Чемпионат Шотландии по футболу — 1998
- Обладатель Кубка Шотландии — 1997

Дания
- Кубок Короля Фахда — 1995